# Institut Cervantes
Institut Cervantes és una institució cultural pública creada el 1991 (amb la Llei 7/1991, de 21 de març), depenent del Ministeri d'Afers exteriors d'Espanya. La seva tasca és la promoció i ensenyament de la llengua castellana, així com la difusió de la cultura d'Espanya i Hispanoamèrica. Com a institució compleix tasques similars al Institutul Cultural Român romanès, a la Alliance Française, el British Council, la Societat Dante Alighieri, l'Instituto Camões i el Goethe-Institut. Les seves seus centrals estan a Madrid i Alcalá de Henares.
La finalitat de l'Institut Cervantes són, segons l'article 3 de Llei 7/1991, de 21 de març de 1991, per la qual es crea l'Institut Cervantes, els següents: 
1. Promoure universalment l'ensenyament, l'estudi i l'ús de l'espanyol i fomentar quantes mesures i accions contribueixin a la difusió i la millora de la qualitat d'aquestes activitats
2. Contribuir a la difusió de la cultura en l'exterior en coordinació amb els altres òrgans competents de l'Administració de l'Estat.

Realitzat tot això mitjançant: 
- Organització de cursos generals i especials de llengua espanyola;
- Organització dels exàmens dels Diplomes d'Espanyol com a Llengua Estrangera (DELE) en col·laboració amb la Universitat de Salamanca;
- Actualització i capacitació en els mètodes d'ensenyament de l'espanyol;
- Donar suport les labors dels hispanistes;
- Organització i promociona programes de difusió de l'espanyol; i
- Organització les biblioteques i centres de documentació en les seves seus

Tots els anys publica l'Anuario del español, la primera edició del qual data de 1998, en el qual analitza la situació i novetats de la llengua espanyola en els seus diferents àmbits d'ús. A més, des de 1997, manté el Centre Virtual Cervantes a Internet. Avui dia l'Institut Cervantes té centres oberts en més de 60 països d'arreu del món.
L'1 de juny de 2005, l'Institut Cervantes va rebre el Premi Príncep d'Astúries de Comunicació i Humanitats, compartit amb Alliance Française, la Società Dante Alighieri, el British Council, l'Instituto Camões i el Goethe-Institut.

## Organització de l'Institut Cervantes

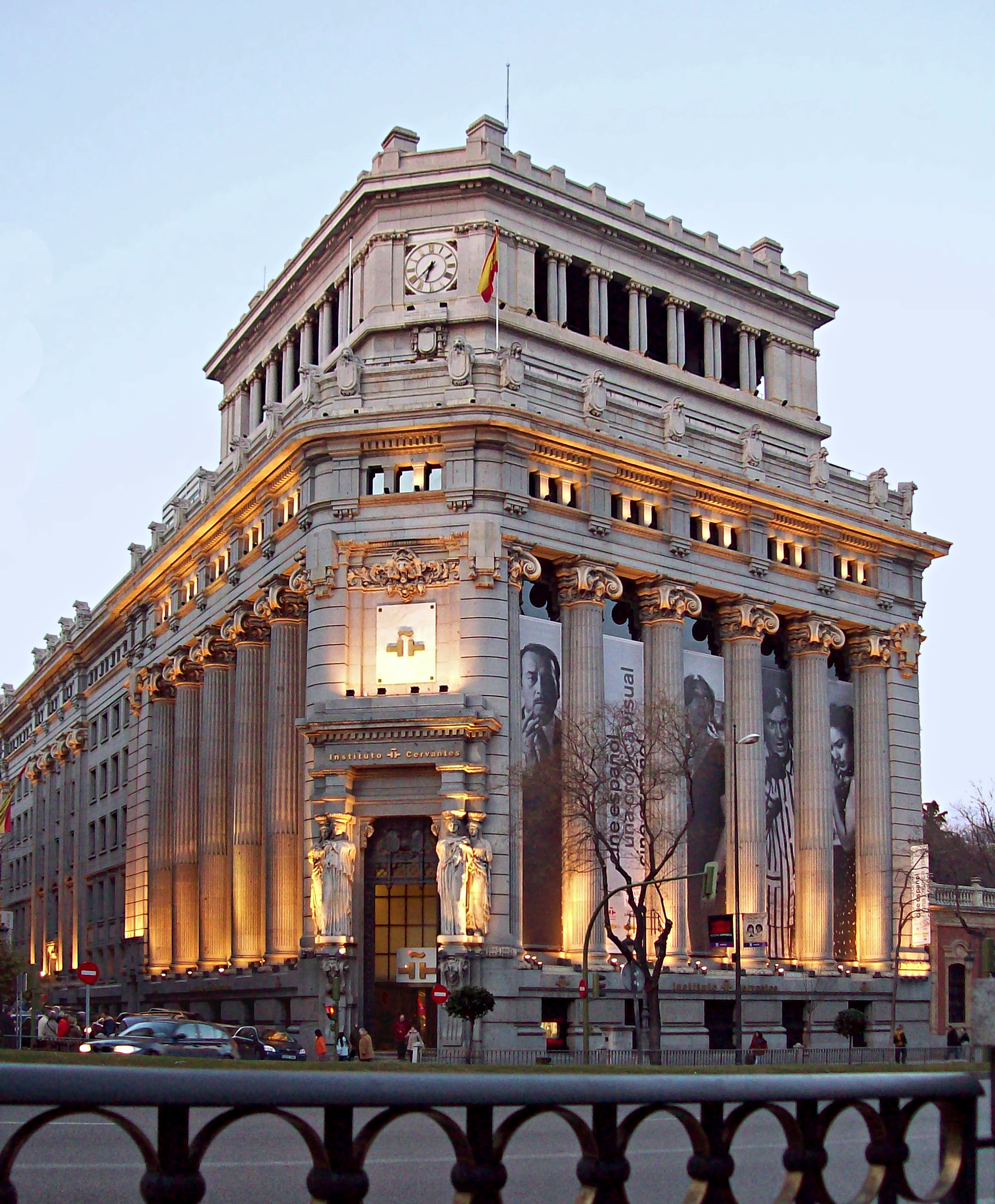
Seu principal de l'Institut Cervantes, a Madrid.

- Patronat: Està integrat pel rei d'Espanya, en l'actualitat Joan Carles I com a President d'Honor. La presidència executiva l'exerceix el President del Govern espanyol, els ministres d'Afers exteriors, d'Educació i Ciència, Cultura, el president i vicepresident del Consell d'Administració, el Director de l'Institut, 25 vocals electes per institucions culturals i de la llengua (RAU, les acadèmies de la llengua d'Hispanoamèrica, universitats, acadèmies espanyoles i altres organitzacions) i vocals per dret propi (nats) com ho són els guanyadors del Premi Cervantes. La seva funció és donar les orientacions generals de les activitats de l'Institut i conèixer anualment les seves activitats

- el Consell d'Administració: Presidit pel secretari d'Estat de Cooperació Internacional, dos vicepresidents (Sotssecretari del Ministeri d'Educació i Ciència i el Sotssecretari del Ministeri de Cultura), dos consellers del patronat, quatre consellers dels Ministres d'Afers exteriors, d'Educació i Ciència, de Cultura i d'Economia i Hisenda i el Director de l'Institut. El Consell està encarregat d'elaborar els plans generals d'activitats, vigilar l'execució del pressupost i aprovar les transferències a tercers.

- el Director: és nomenat pel Consell de Ministres. És l'encarregat de dirigier l'Institut, i altres tasques executives i administratives pertinents. Els directors de l'Institut Cervantes han estat:

1991-1996: Nicolás Sánchez-Albornoz
1996-1999: Santiago de Mora-Figueroa y Williams, marquès de Tamarón
1999-2001: Fernando Rodríguez Lafuente
2001-2004: Jon Juaristi
2004-2007: César Antonio Molina
2007-2012: Carmen Caffarel
2012-2017 : Víctor García de la Concha
2017-2018: Juan Manuel Bonet
2018-avui: Luis García Montero